# Freddy (Leon Aelter)
Leon Joseph Aelter, vooral bekend als Freddy, (6 januari 1890 - onbekend) was een Belgische atleet, die gespecialiseerd was in de sprint. Hij nam eenmaal deel aan de Olympische Spelen en werd tweemaal Belgisch kampioen.

## Biografie
Freddy werd in 1912 voor het eerst Belgisch kampioen op de 100 m. Hij evenaarde daarbij met een tijd van 11,8 s het Belgisch record. Hij nam dat jaar deel aan de Olympische Spelen in Stockholm. Op de 100 m overleefde hij de series, op de 200 m werd hij er in uitgeschakeld.
In 1913 verlengde Freddy zijn Belgische titel op de 100 m. Het jaar nadien verbeterde hij tijdens een interland België - Frankrijk zijn Belgisch record tot 10,8 s.
Freddy was aangesloten bij White Star.

## Belgische kampioenschappen
| onderdeel | jaar       |
| --------- | ---------- |
| 100 m     | 1912, 1913 |

## Persoonlijke records
| Onderdeel | Prestatie          | Datum        | Plaats  |
| --------- | ------------------ | ------------ | ------- |
| 100 m     | 10,8 s (ex NR, WL) | 26 juli 1914 | Brussel |

## Palmares

### 100 m
- 1912:  BK AC - 11,0 s (NR)
- 1912: DNS in ½ fin. OS in Stockholm
- 1913:  BK AC - 11,2 s
- 1914:  BK AC

### 200 m
- 1912: 3e in series OS in Stockholm